# 上田卓味
上田 卓味（うえだ たくみ、1949年1月9日 - ）は、日本の実業家。共立メンテナンス元代表取締役社長。

## 概要
1949年（昭和24年）1月9日、福井県出身。1972年関西学院大学法学部卒業、2000年共立メンテナンス入社・共立メンテナンス取締役を経て、2002年同社代表取締役副社長就任。2017年同社代表取締役社長。2021年同社取締役相談役。